# Winter Music Conference

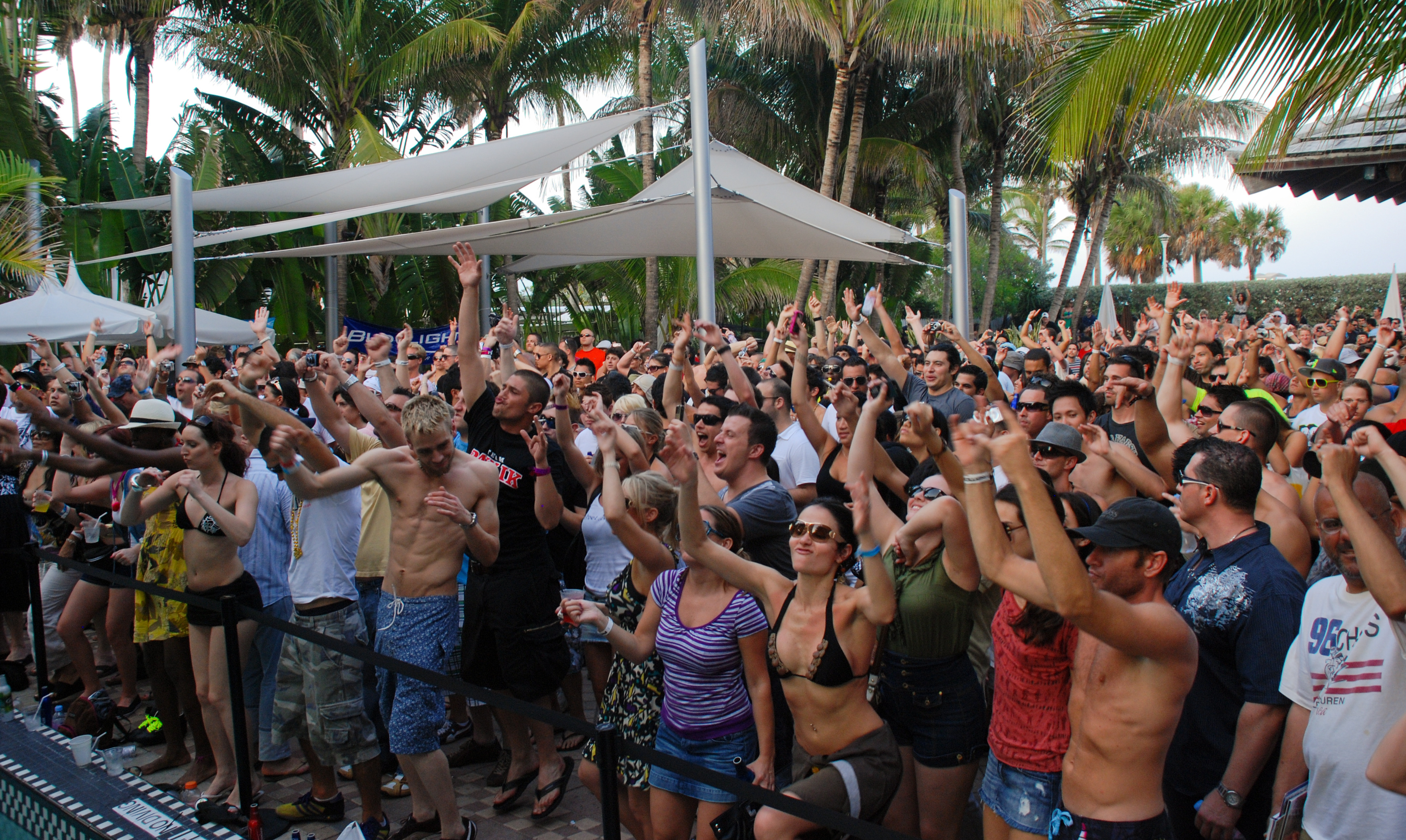
Beatport Pool Party an der WMC 2009

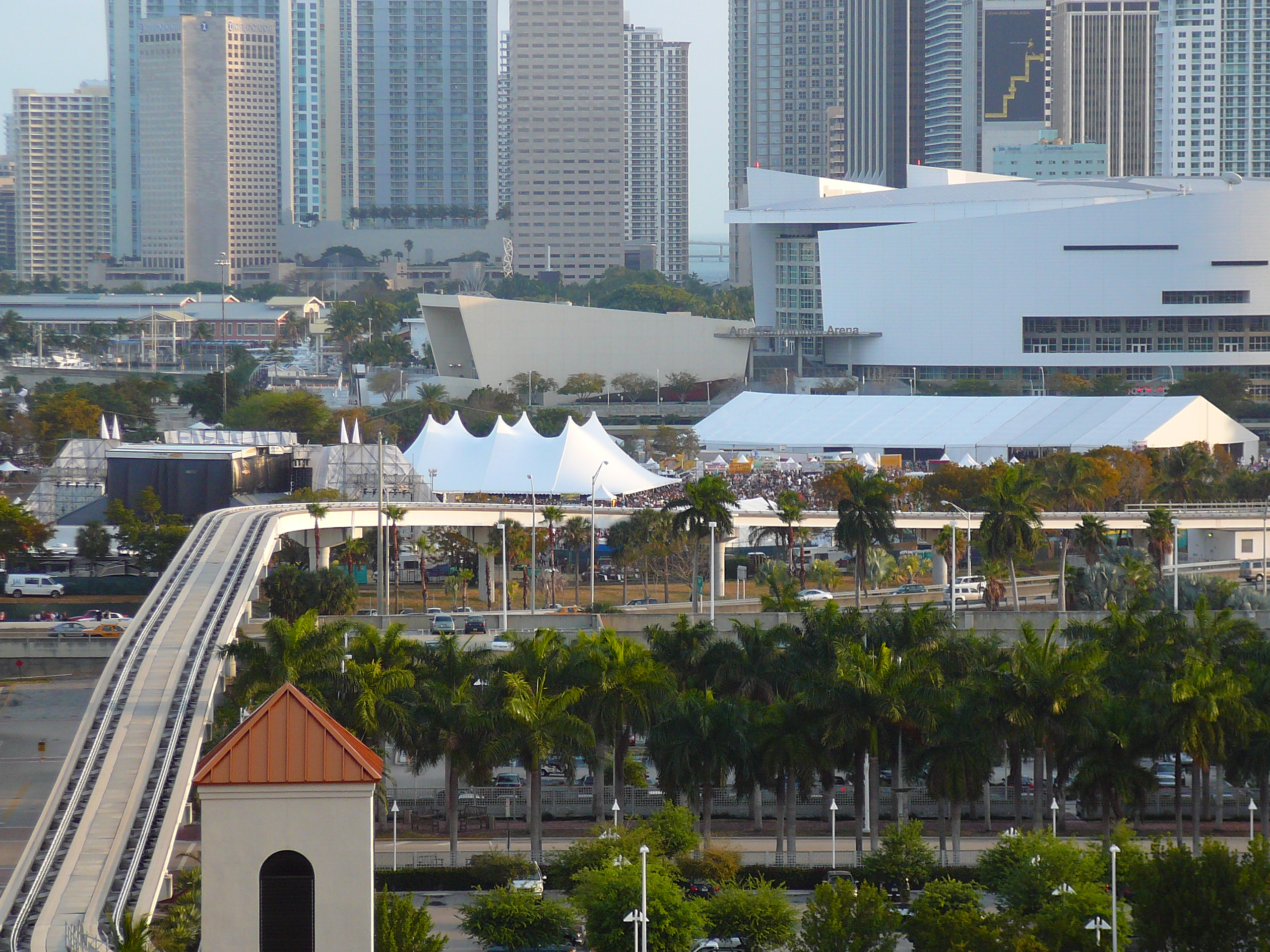
Das Ultra Music Festival während der WMC 2009

Die Winter Music Conference (kurz WMC) ist eine alljährliche Veranstaltung in Miami, die sich ausschließlich mit dem Thema Elektronische Tanzmusik beschäftigt. Zum ersten Mal wurde sie 1985 abgehalten. Zwischenzeitlich hatte sie sich zum größten Event dieser Art entwickelt und wurde zum Treffpunkt vieler Fachleute (wie Musikproduzenten, DJs, Video-Künstlern, Label-Betreibern, Talentsuchern etc.) und Interessierten aus über 60 Ländern. Die Mehrzahl der Anwesenden (65 %) stammten aus den Vereinigten Staaten, 24 % aus Europa sowie 5 % aus Kanada.
Seitdem das Ultra Music Festival nicht mehr als Teil der WMC abgehalten wird, ist Relevanz und Popularität der Messe stark zurückgegangen. Im März 2018 war gar von einem stillen "Tod" die Rede gewesen, da bis kurz vor Start der Miami Music Week keinerlei Informationen über die diesjährige WMC vorhanden waren. Die Veranstaltung fand dann 2018 zur Überraschung vieler dennoch im Faena Forum in Miami Beach statt und erstreckte sich über drei Tage.
Das Programm der Fachmesse wird bestimmt durch Diskussions-Foren, Demonstrationen und Shows, Vorträgen und Tanzveranstaltungen mit international etablierten Künstlern, wie auch Newcomern aus der Szene.
Insgesamt fanden im Rahmen der Winter Music Conference über 500 Veranstaltungen statt. Als Hauptevent werden bei der WMC die International Dance Music Awards vergeben. Die größte Party und offizielle Abschlussveranstaltung war bis 2010 das zweitägige Ultra Music Festival mit damals 100.000 Besuchern an zwei Tagen. Da die Winter Music Conference 2011 jedoch zwei Wochen früher als bisher stattfand, wurde das Ultra Music Festival erstmals außerhalb der Konferenzzeit abgehalten. 2009 wurde zum ersten Mal eine VJ Challenge durchgeführt. 2012 fanden die Konferenz und das Ultra Music Festival wieder in der gleichen Woche statt. Das Festival bleibt nun jedoch eine eigenständige Veranstaltung und ist nicht mehr Bestandteil der Konferenz. Inzwischen fungiert die Winter Music Conference nur noch als eine Veranstaltung innerhalb der mittlerweile durchaus populäreren Miami Music Week, welche die gesamten Geschehnisse der EDM-Szene populär vermarktet, so zählt auch das Ultra Music Festival als ein Event innerhalb der Miami Music Week.
Im März 2018 wurde bekanntgegeben, dass die WMC vom Ultra Music Festival aufgekauft wurde.
Die nächste WMC wird vom 22. bis zum 24. März 2024 in Miami stattfinden.